# (219067) Bossuet
Pour les articles homonymes, voir Bossuet.
(219067) Bossuet est un astéroïde de la ceinture principale.

## Description
(219067) Bossuet est un astéroïde de la ceinture principale. Il fut découvert le 3 mai 1997 à La Silla par Eric Walter Elst. Il présente une orbite caractérisée par un demi-grand axe de 2,36 UA, une excentricité de 0,19 et une inclinaison de 2,4° par rapport à l'écliptique.
Il est nommé d'après Jacques-Bénigne Bossuet.